# Luigi Maria Strozzi
Luigi Maria Strozzi (27 settembre 1673 – 6 gennaio 1736) è stato un nobile e vescovo cattolico italiano.
Fu membro dell'Accademia della Crusca dal 20 giugno 1690 col nome accademico di Snidato.

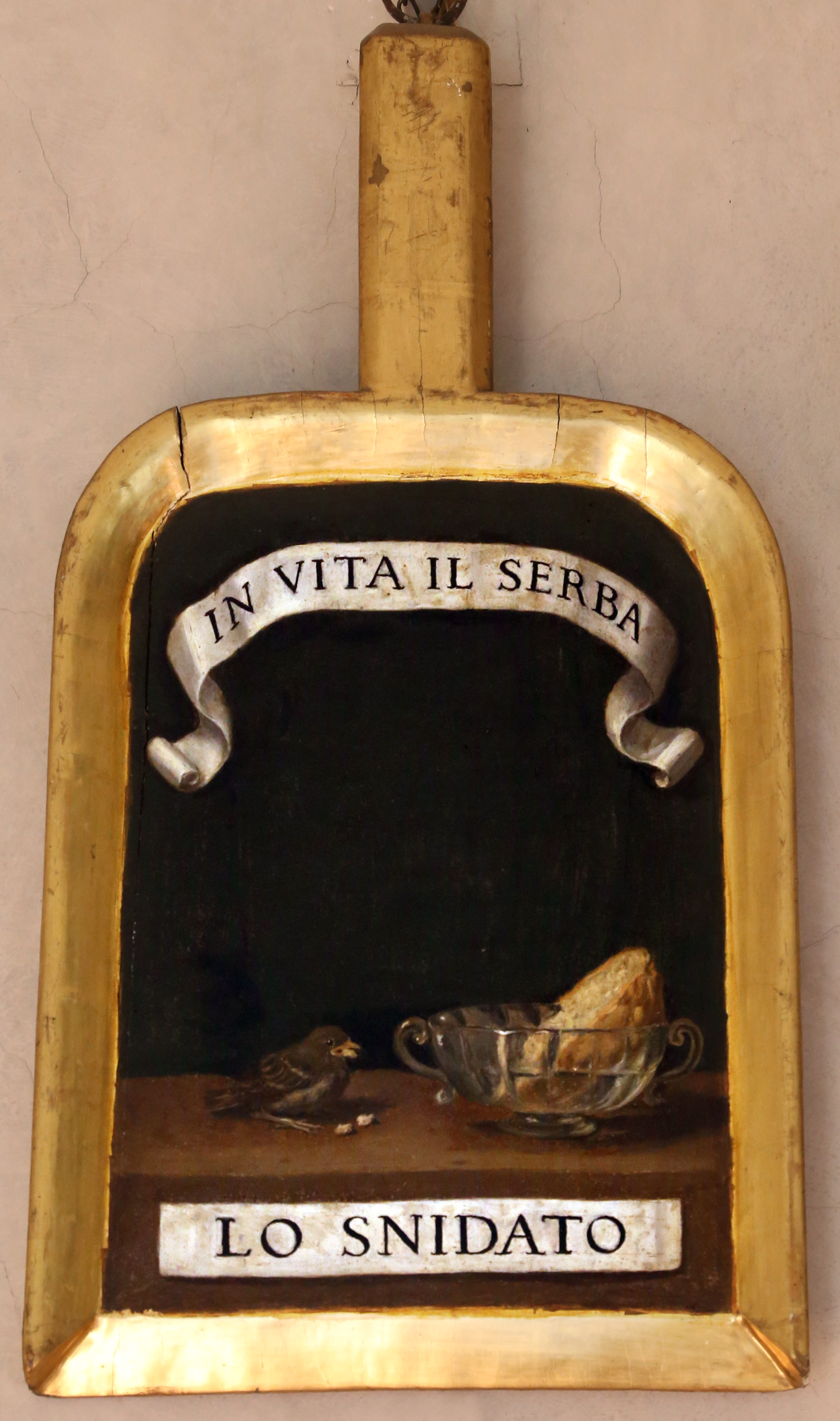
Pala degli accademici della crusca

## Biografia
Era figlio di Alessandro Strozzi (1634-1704) e di Teresa Bartolomei (?-1675) e nipote di Carlo Strozzi (1587-1670), erudito possessore di una importante raccolta di manoscritti. Dal 1698 fu canonico della cattedrale metropolitana di Firenze e, in seguito, vicario generale e capitolare di Fiesole.
Il 30 giugno 1716 venne nominato vescovo di Fiesole, dove promosse due sinodi nel 1720 e nel 1734.
Morì  il 6 gennaio 1736.

## Genealogia episcopale
La genealogia episcopale è:
- Cardinale Scipione Rebiba
- Cardinale Giulio Antonio Santori
- Cardinale Girolamo Bernerio, O.P.
- Arcivescovo Galeazzo Sanvitale
- Cardinale Ludovico Ludovisi
- Cardinale Luigi Caetani
- Cardinale Ulderico Carpegna
- Cardinale Paluzzo Paluzzi Altieri degli Albertoni
- Cardinale Flavio Chigi
- Papa Clemente XII
- Vescovo Luigi Maria Strozzi